# 신해허통
신해허통(申亥許通)은 조선 철종 2년 신해년인 1851년에 서얼 차별을 해결한 조치이다. 서얼의 청요직 진출을 허용하였다. 